# 皮埃尔贝尼特
皮埃尔贝尼特（法語：Pierre-Bénite，法語發音：[pjɛʁ benit] ⓘ），法国东南部城市，奥弗涅-罗讷-阿尔卑斯大区曾经的一个市镇，原属于罗讷省，自2015年起成为里昂大都会的一部分，隶属于里昂区，其市镇面积为4.48平方公里，2021年1月1日时人口数量为10,515人，在法国城市中排名第950位。2024年1月1日，皮埃尔贝尼特与市镇乌兰合并为新市镇乌兰-皮埃尔贝尼特。
皮埃尔贝尼特位于里昂市区以南大约7公里处，罗讷河右岸，是一个区域性的工业中心，也是里昂的一个南郊卫星城，通过区域列车及公交线路连接里昂市区。

## 地名来源

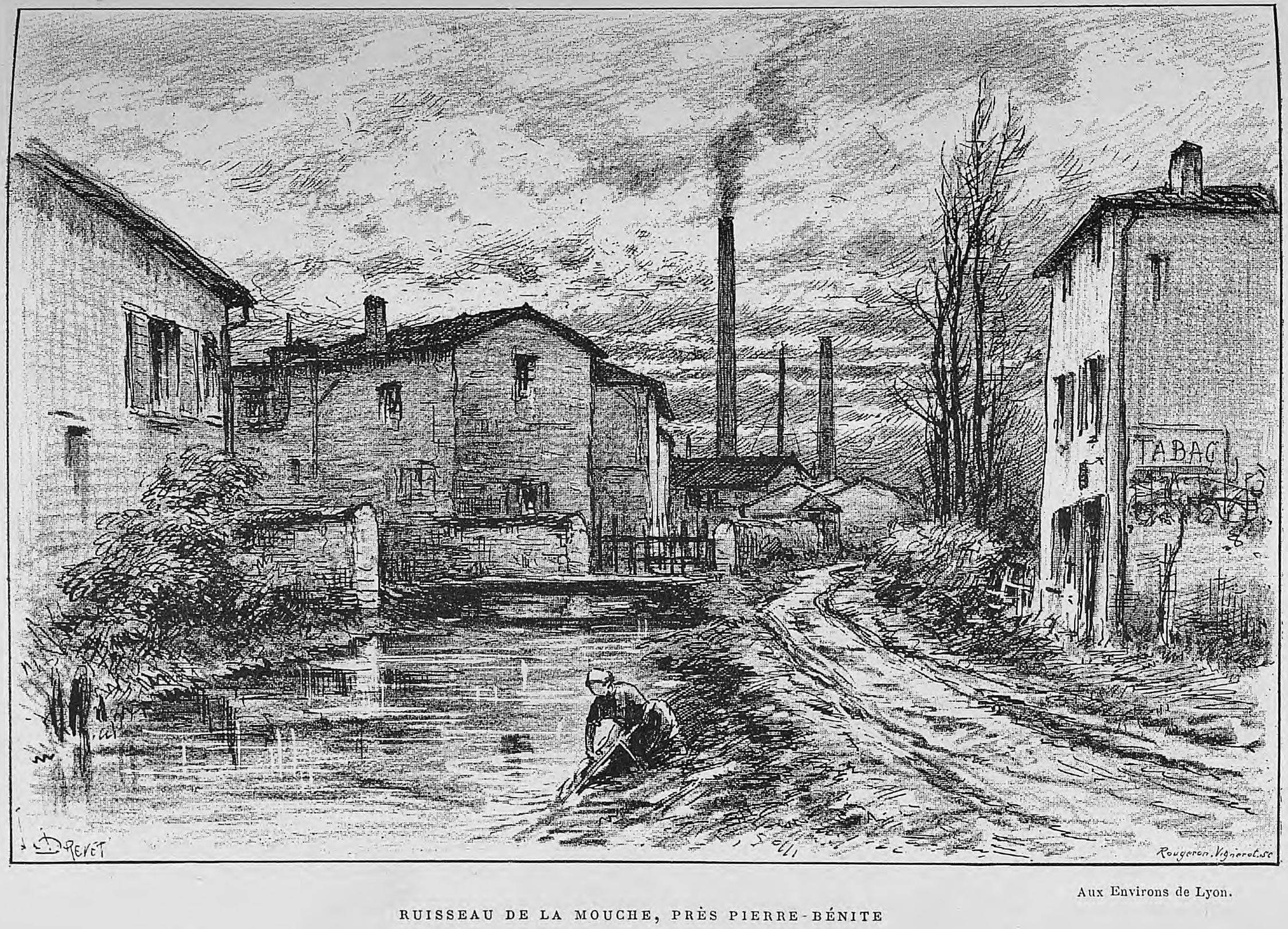
工业革命时期的皮埃尔贝尼特

“皮埃尔贝尼特”一名来源于其境内的一处巨石，最初于1339年以“Petra Benedicta”的形式被记载。

## 历史
皮埃尔贝尼特的早期建城史尚不清楚，其所处区域在中世纪时可能为罗讷河的一处淤泥冲积地带，近代得到整治形成聚落。法国大革命后，皮埃尔贝尼特所处的乌兰成为罗讷省的一个市镇。工业革命期间，随着铁路的建成，皮埃尔贝尼特逐渐发展成为一处工业中心。1869年，皮埃尔贝尼特从乌兰分出，成为一个独立的市镇。20世纪中后期，随着里昂的城市扩张以及通勤列车的开行，皮埃尔贝尼特人口数量快速增加，成为里昂的一个居民卫星城。2024年1月1日，皮埃尔贝尼特再度与乌兰合并，成立新市镇乌兰-皮埃尔贝尼特。

## 地理

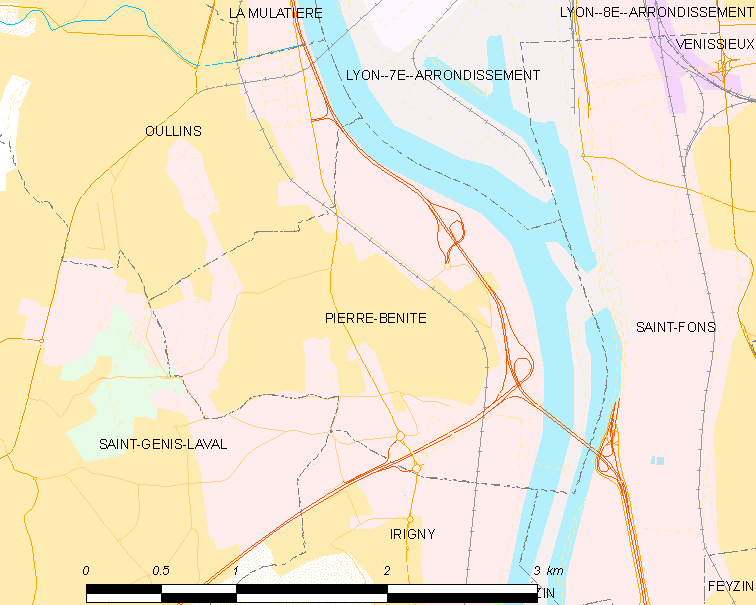
皮埃尔贝尼特市镇范围地图

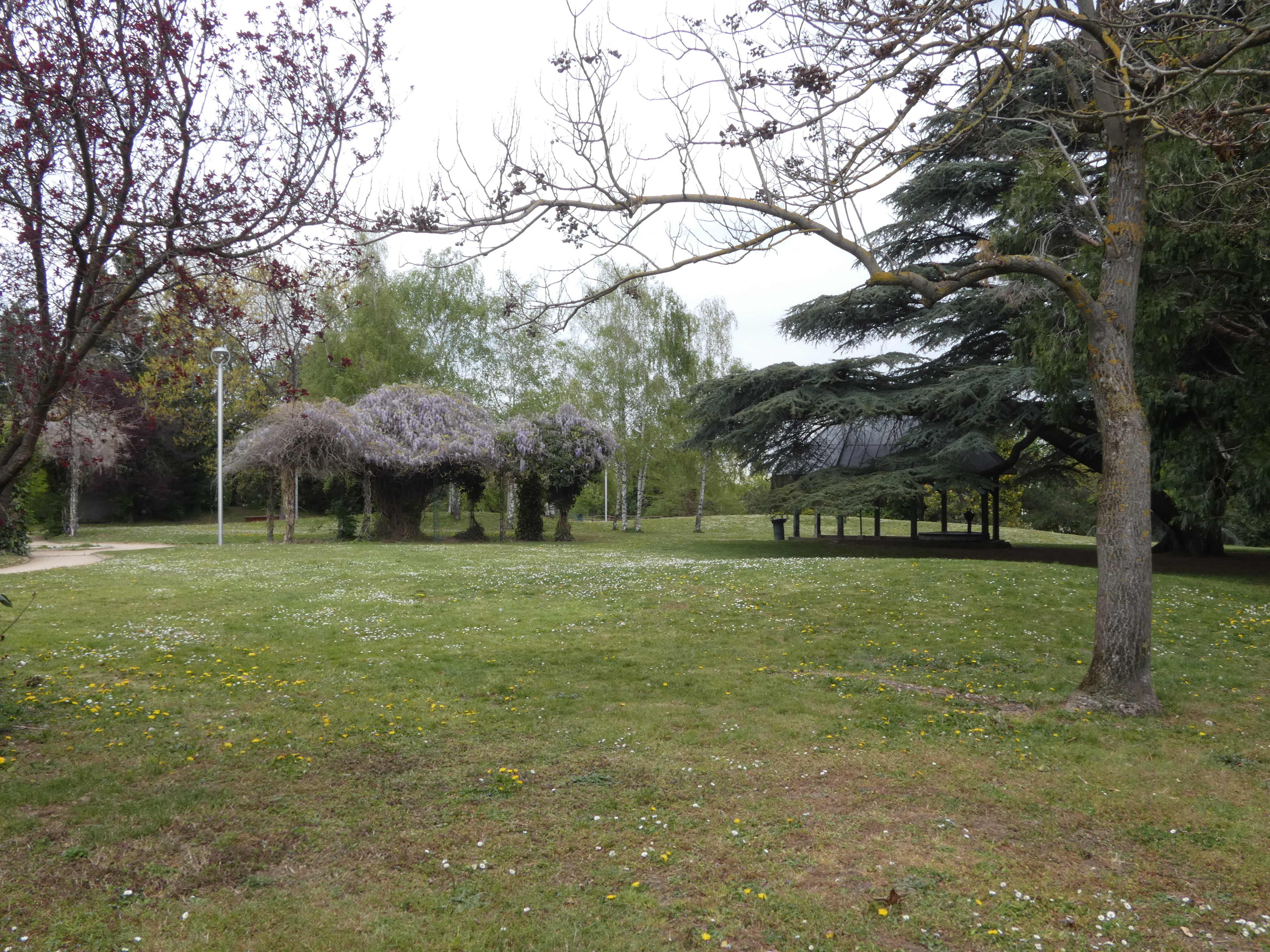
乔治·马尼利埃公园

皮埃尔贝尼特位于法国东南部和奥弗涅-罗讷-阿尔卑斯大区中部，距离里昂市区大约7公里。与皮埃尔贝尼特接壤的市镇包括：里昂、伊里尼、乌兰、圣丰、圣热尼拉瓦勒。

### 地形
皮埃尔贝尼特位于罗讷河右岸的一处冲积平原上，境内以平原为主，市镇中心地势较为平坦，全境海拔在155到232米之间。

### 水文
罗讷河干流自北向南流经境内东部。

### 植被
皮埃尔贝尼特属于温带阔叶混交林区，市区内的主要绿地公园包括让·德拉封丹公园（Parc Jean de La Fontaine）、乔治·马尼利埃公园（Parc Georges Manillier）等，均常年免费向公众开放。
在鲜花城市的评比中，皮埃尔贝尼特被评为2星级鲜花城市。

### 气候
皮埃尔贝尼特在柯本气候分类法中属于带有地中海气候特征的温带海洋性气候。

## 行政区划
皮埃尔贝尼特是法国奥弗涅-罗讷-阿尔卑斯大区罗讷省曾经的一个市镇，编号为69152。皮埃尔贝尼特隶属于里昂区和乌兰-皮埃尔贝尼特市镇，隶属于罗讷省选区，同时也是里昂大都会的组成部分。
法国国家统计与经济研究所（简称）在进行数据统计时，将皮埃尔贝尼特及相邻的另外127个市镇设为里昂城市核心区（2020年改为124个），并将包括核心区在内的周边共499个市镇划为里昂城市区。自2020年起，里昂城市区被包含398个市镇的里昂城市辐射区代替。此外，还将皮埃尔贝尼特市镇分为了6个“块区”（IRIS），以便于统计人口分布情况。

## 交通

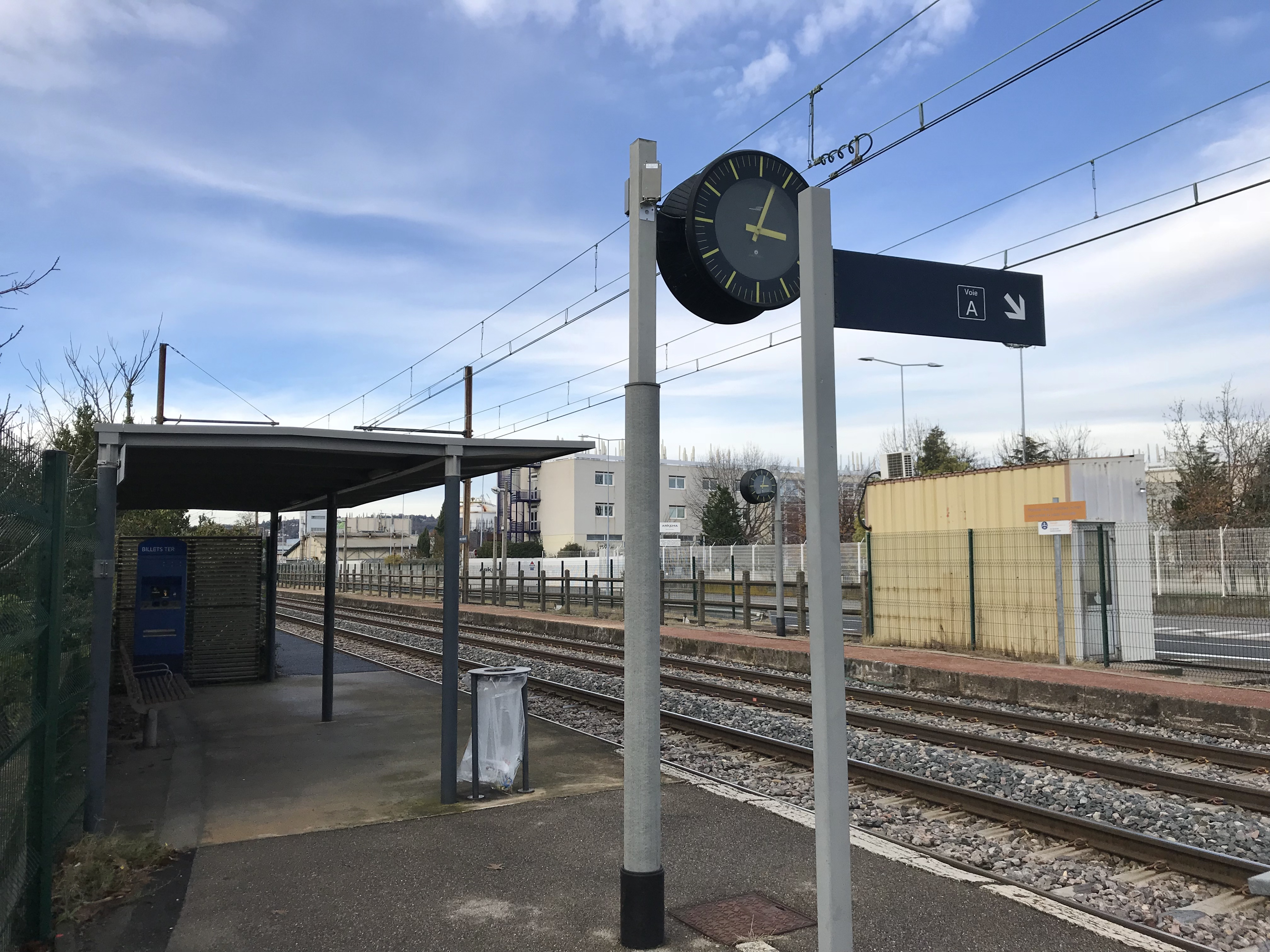
皮埃尔贝尼特火车站站台

### 公路
法国A7和A450两条高速公路在皮埃尔贝尼特境内交汇并设有出入口连接市区，此外罗讷省省道D15经过皮埃尔贝尼特镇中心。
2018年，73.7%的皮埃尔贝尼特家庭拥有至少一辆私人汽车。2019年，皮埃尔贝尼特境内共发生各类交通事故17起，造成25人受伤。

### 铁路
皮埃尔贝尼特位于莫雷－里昂铁路上。皮埃尔贝尼特站位于市区东部，停靠往返于里昂和圣艾蒂安一线的区域列车。

### 航空
皮埃尔贝尼特距离里昂圣埃克絮佩里机场的公路里程约31公里。

### 城市公共交通
皮埃尔贝尼特是里昂城市公共交通（商业名称为）的服务范围，后者是里昂大都会的城市公共交通系统。截至2021年11月，该系统共包括数百条各类公共交通线路，其中公交C7线和15路、17路、18路、88路经过了皮埃尔贝尼特市区内的主要街道和居民区。

## 政治

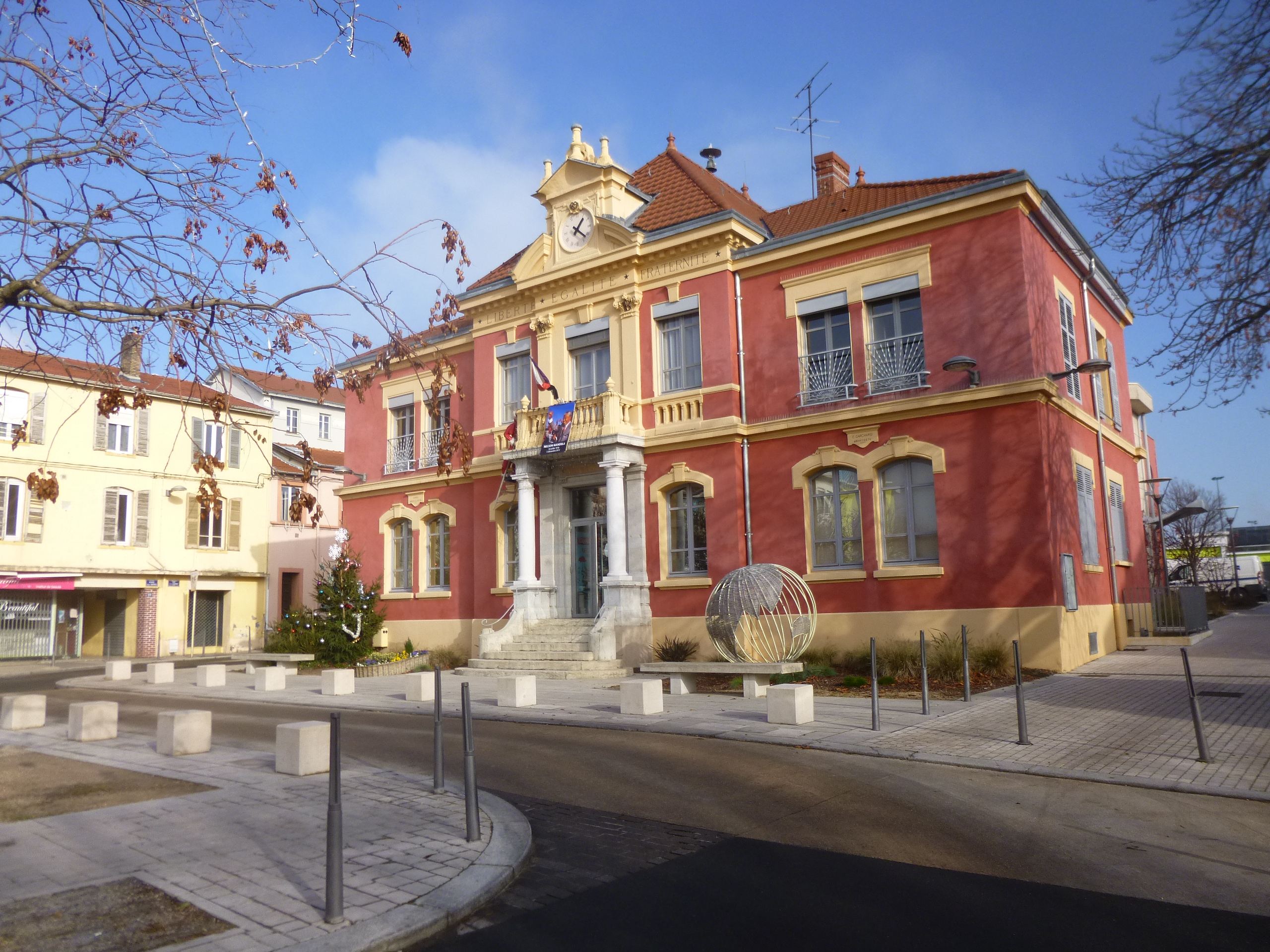
皮埃尔贝尼特市政厅

皮埃尔贝尼特的末任市长为热罗姆·莫罗热先生（Jérôme Moroge），他是共和党的一名成员，在2020年的市政选举中获得了63.48%的支持率。
在2017年的法国总统大选中，法国第25任总统埃马纽埃尔·马克龙在皮埃尔贝尼特获得了71.13%的支持率。

## 人口
2018年，皮埃尔贝尼特市镇人口数量为10,461，在法国排名第950位。其中男性5,148人，女性5,313人，75岁及以上人口占6.5%，外籍人口数量为2,542人，人口密度为2,335人/平方公里，当地居民被称为（男性）或（女性）。2019年，皮埃尔贝尼特境内出生184人，死亡人口63人。
| 年份   | 1936  | 1946  | 1954  | 1962  | 1968  | 1975   | 1982  | 1990  | 1999  | 2004  | 2009  | 2014   | 2018   |
| ------ | ----- | ----- | ----- | ----- | ----- | ------ | ----- | ----- | ----- | ----- | ----- | ------ | ------ |
| 人口數 | 5,240 | 5,189 | 5,910 | 5,840 | 8,030 | 10,049 | 9,468 | 9,574 | 9,963 | 9,949 | 9,916 | 10,192 | 10,461 |

## 经济

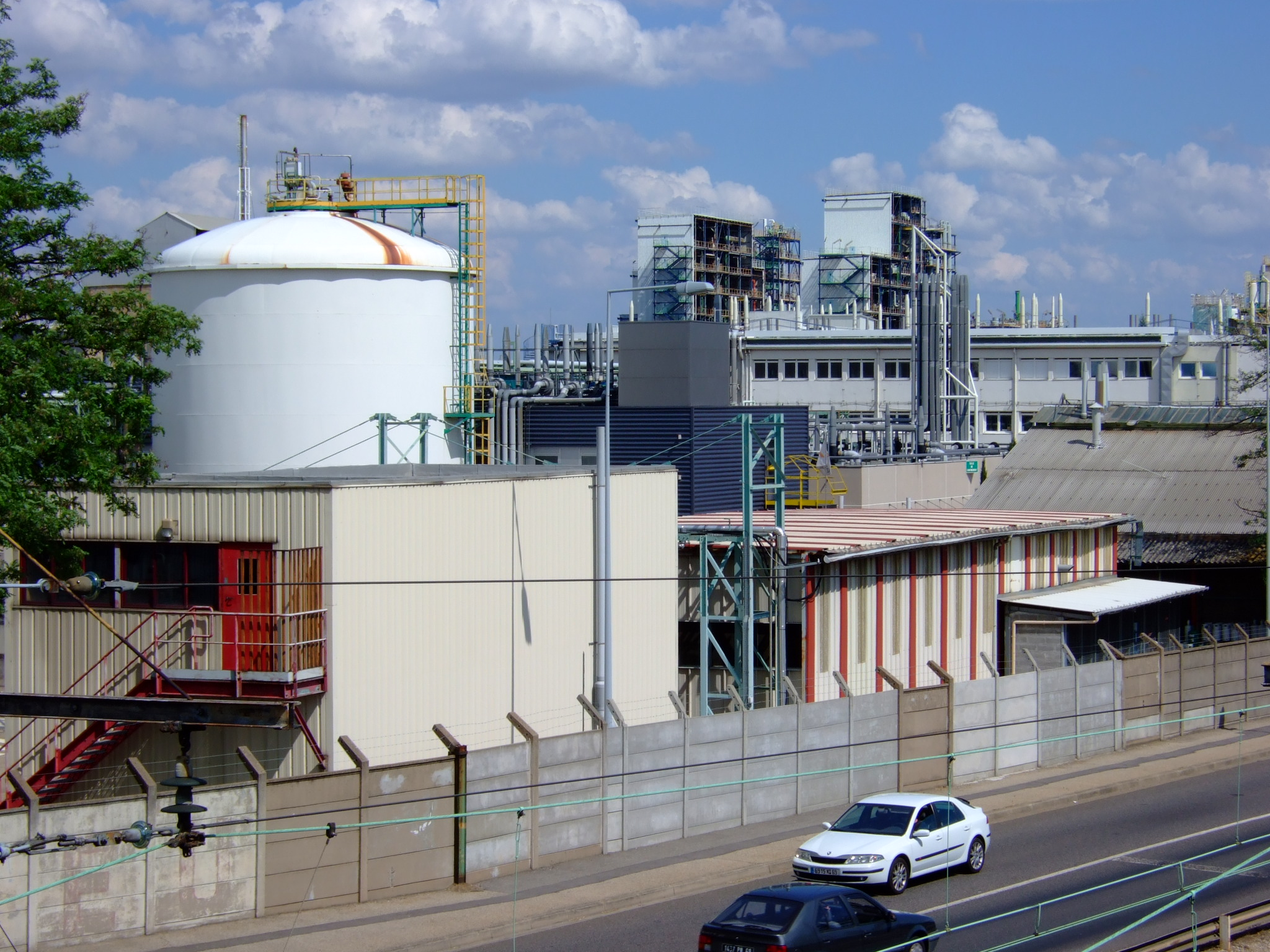
皮埃尔贝尼特境内的一处化工厂

截止2021年11月，皮埃尔贝尼特当地共有各类用人单位（包含自雇）1,364家，平均历史为12年，其中98.06%为中小型企业（PME）。（服饰）、（塑料制品）及（印刷）是当地2020年营业额最高的三个企业，分别为141,973,373欧元、29,308,363欧元和20,029,398欧元。

## 财政收入
2019年，皮埃尔贝尼特的财政收入总额为17,026,800欧元，财政支出总额为15,937,800欧元，当年的债务总额为11,507,600欧元。2021年，皮埃尔贝尼特共获得290,644欧元的国家财政补助，比上一年增加了5.83%。
2019年，皮埃尔贝尼特的人均月收入总额为2,171欧元，其中高级职员为3,397欧元，低于法国平均水平（4,230欧元）；中级职员为2,384欧元，低于法国平均水平（2,411欧元）；普通职员为1,756欧元，高于法国平均水平（1,740欧元）。
2018年，皮埃尔贝尼特境内的青壮年（15至64岁）失业率为14.4%，当地49.4%的家庭拥有纳税资格，平均纳税1,998欧元，低于法国平均水平（3,888欧元）。

## 社会事务

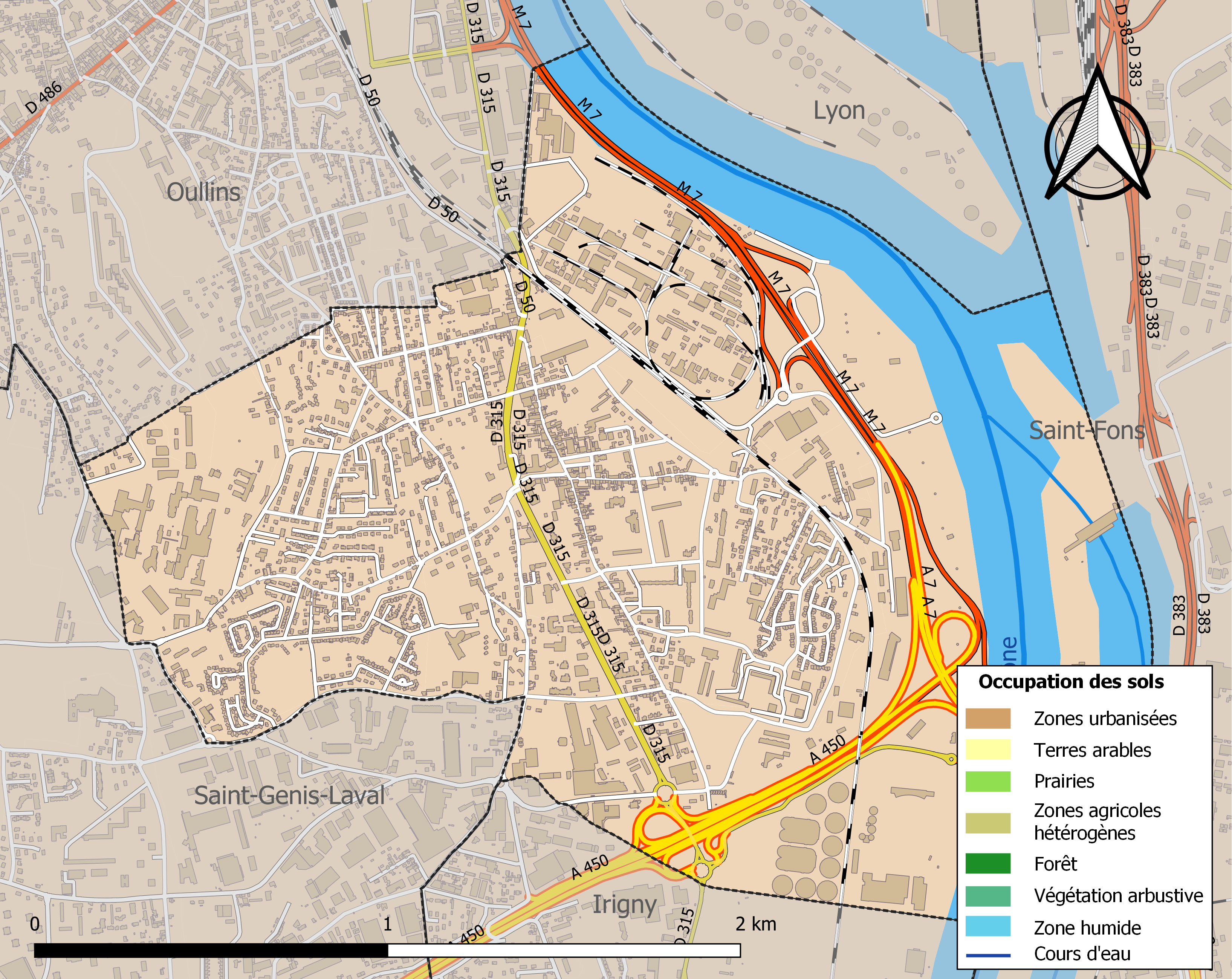
皮埃尔贝尼特土地利用情况地图

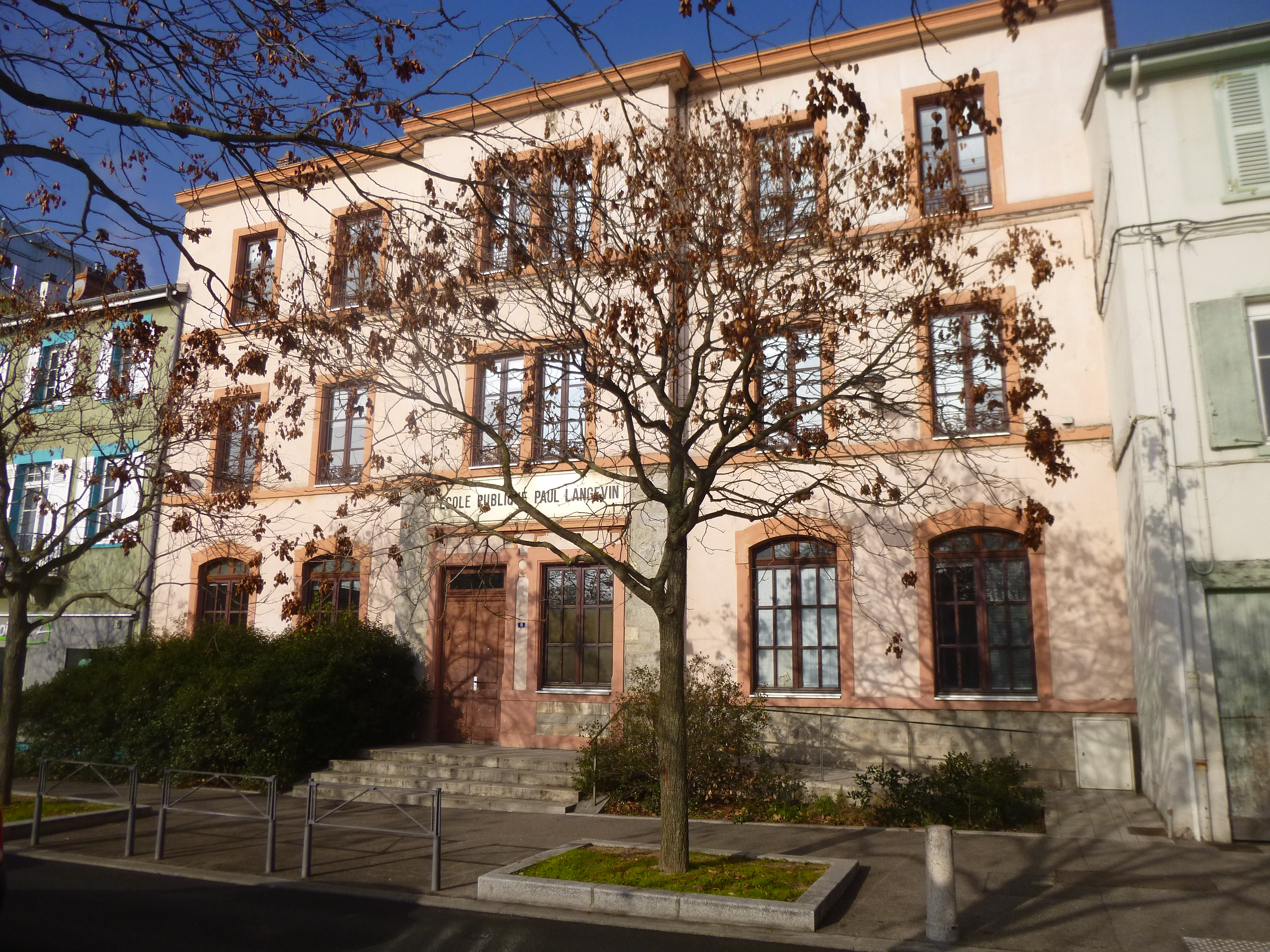
皮埃尔贝尼特的一所学校

### 教育
皮埃尔贝尼特属于里昂学区。截止2020年1月1日，皮埃尔贝尼特境内共有3所幼儿园、3所小学和2所初级中学。2018至2019学年度，皮埃尔贝尼特境内共有在校中等教育阶段学生297名。

### 医疗
截止2020年1月1日，皮埃尔贝尼特境内共有全科医生5名、保健师5名、护士13名和助产士1名。境内共有药房4家、养老院1家。
里昂南医院的部分区域位于皮埃尔贝尼特的市镇范围内，该院是法国的一个区域性医疗机构，其主病区位于皮埃尔贝尼特市区，设有各类床位共计1,500个，是当地规模最大的公立综合性医院。

### 住房
2018年，皮埃尔贝尼特境内共有各类住房4,818套，其中31%为独立式居民区，68.4%为集中式居民区。常住房屋占皮埃尔贝尼特市镇范围内居民建筑总量的91%。
在住房保障政策方面，2020年，皮埃尔贝尼特境内共有1,319户家庭获得了住房经济补助，受益人数占总人口数量的12.6%，其中1,252份为房租补助。

### 商业
2019年，皮埃尔贝尼特境内共有各类实体商铺238家，其中餐厅40家、大型超市4家、杂货店5家、面包房5家、肉铺3家、书店4家、银行门店6家、美容美发店15家、汽车维修店19家。市区南部建有一家Intermarché和利多超市。

### 体育
2020年，皮埃尔贝尼特境内共有1间体育馆、1座综合体育场、5处网球场、3处足球或橄榄球场和2处篮球或排球场。
截至2021年11月，皮埃尔贝尼特境内共有四支注册足球俱乐部，其中包括一家五人制足球队。

### 环境
皮埃尔贝尼特的环境事务由其所属的公共社区负责。2019年，皮埃尔贝尼特境内共有5家污染企业。

### 治安
皮埃尔贝尼特所在地是里昂宪兵总队的管辖范围。2020年，该宪兵总队辖区内共18个市镇累计发生各类案件85,351起，其中盗窃类案件52,159起，经济类案件9,497起，毒品交易类案件3,362起。

## 文化
2020年，皮埃尔贝尼特境内共有1家电影院和1家音乐厅。皮埃尔贝尼特市政府提供多媒体中心，向公众全年开放。

### 建筑
皮埃尔贝尼特境内有多处历史建筑，其中大佩龙城堡和小佩龙城堡是法国国家文物保护单位。

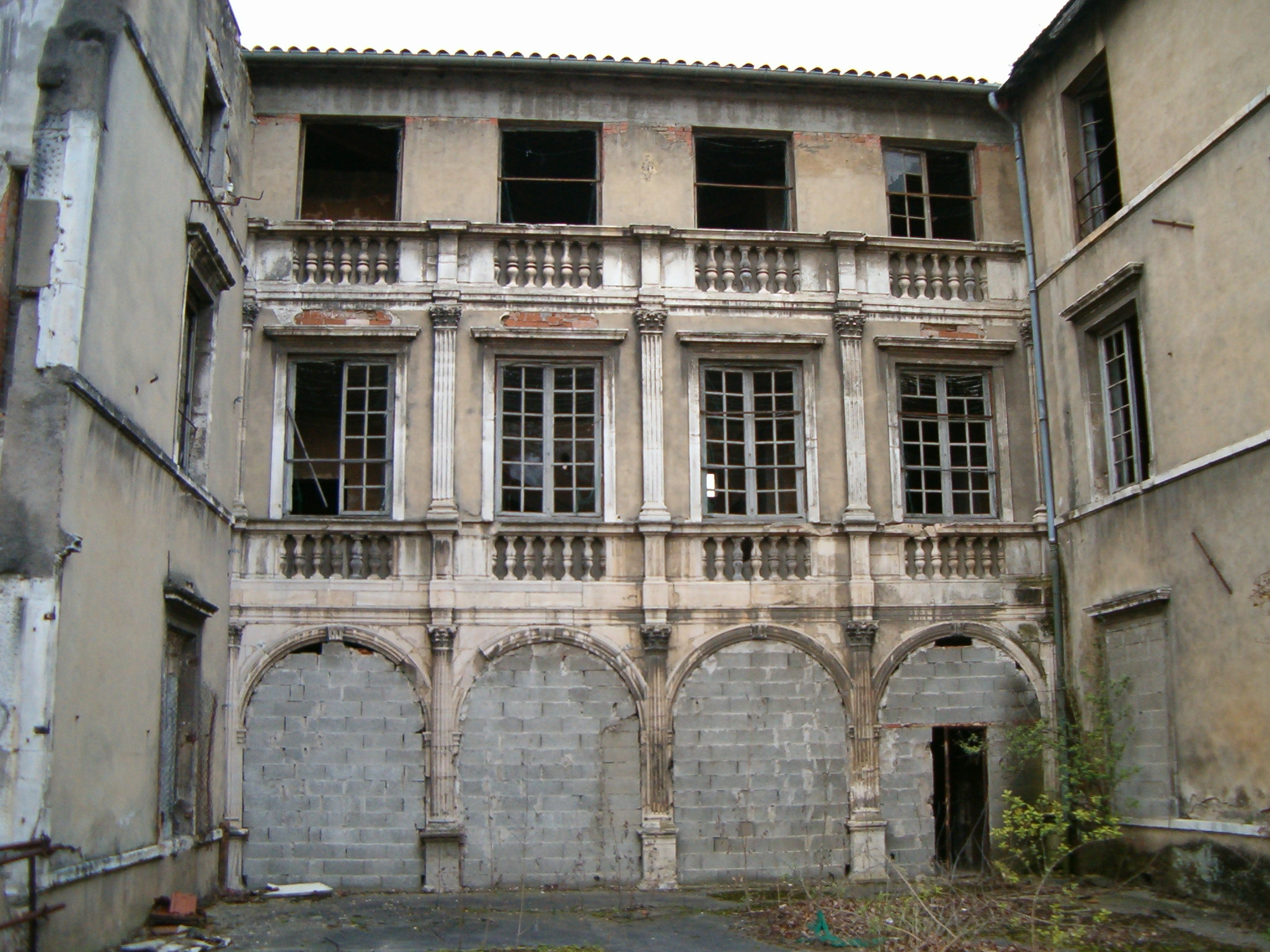
大佩龙城堡（法语：Château du Grand Perron）
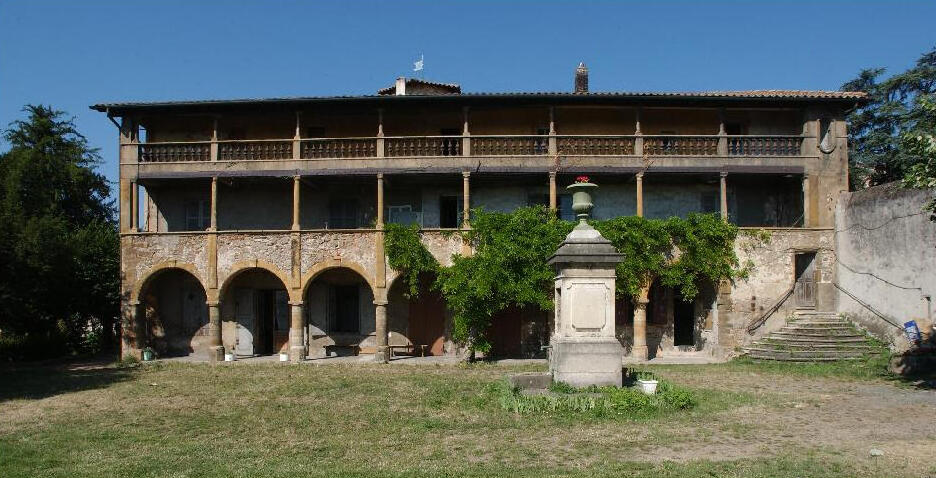
小佩龙城堡（法语：Château du Petit Perron）
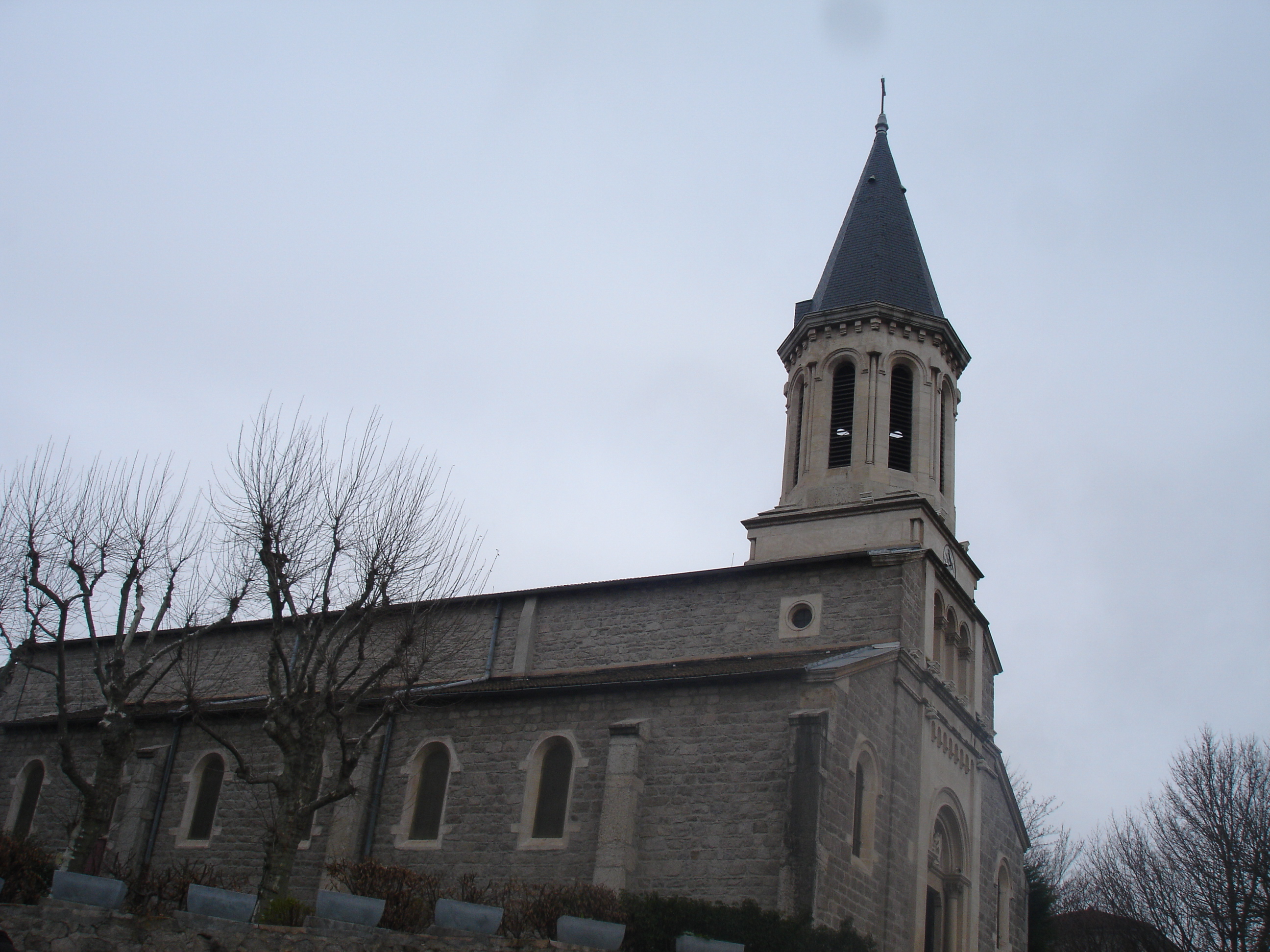
圣母升天教堂
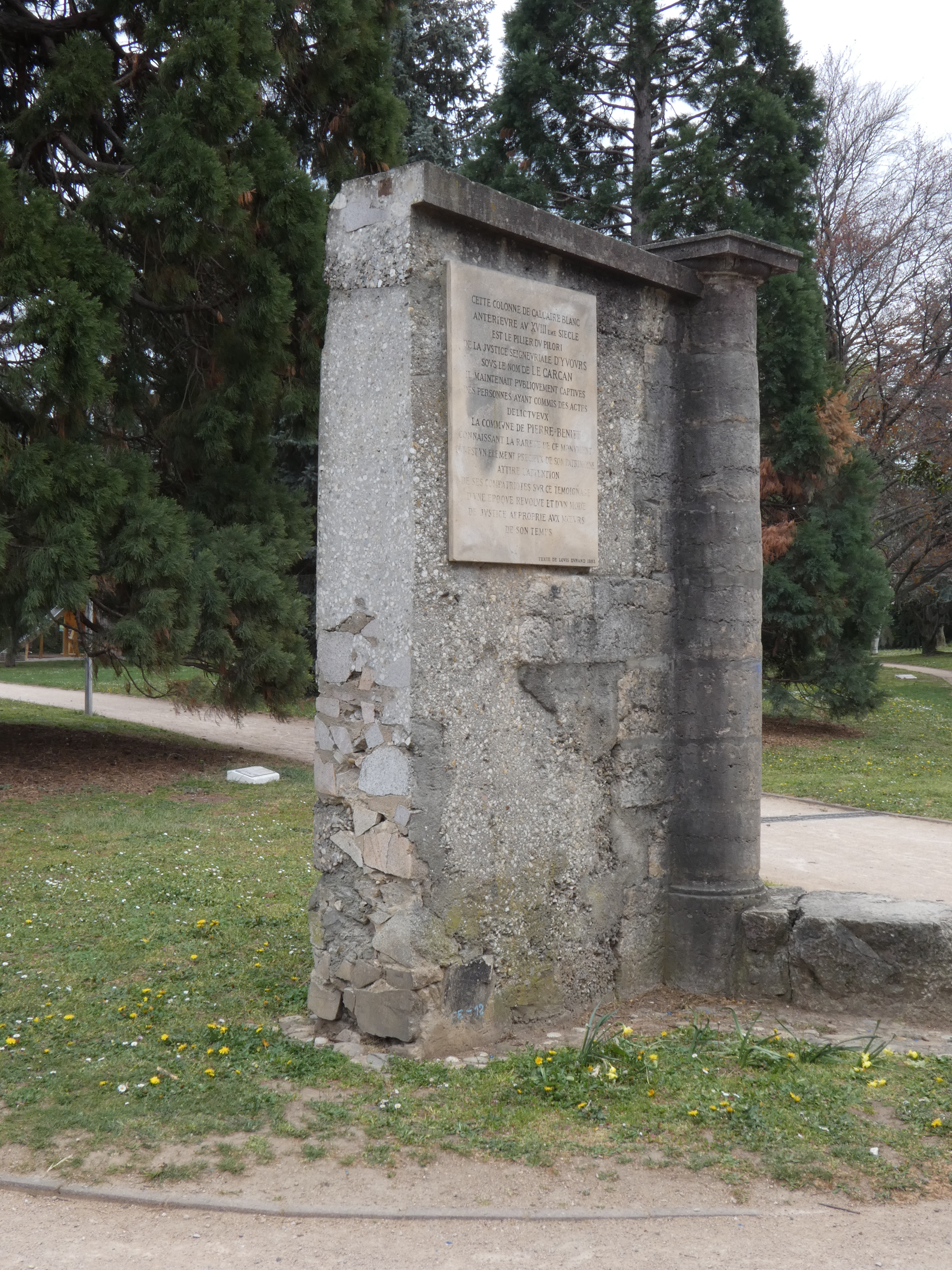
伊武尔石碑
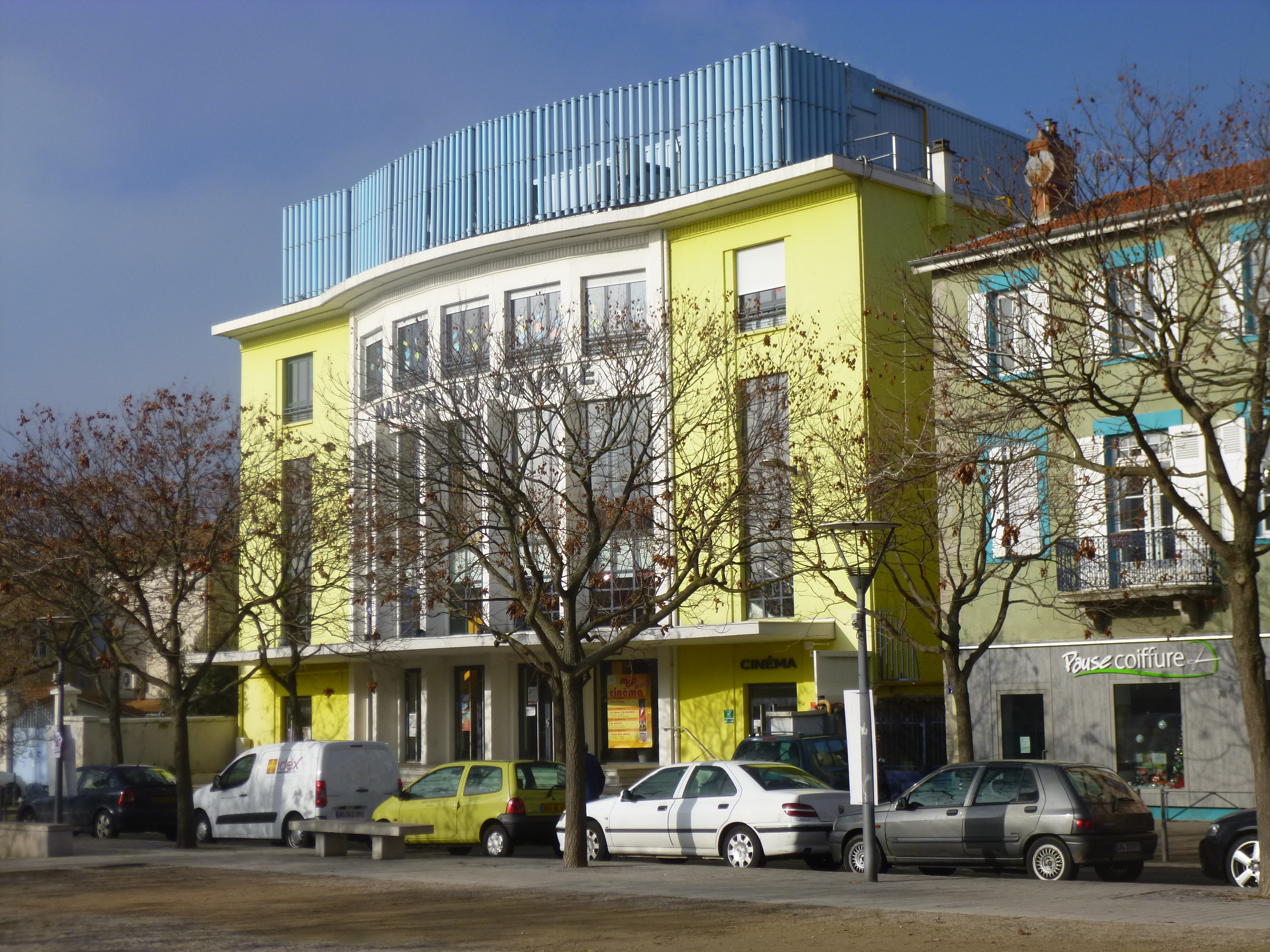
工人文化宫
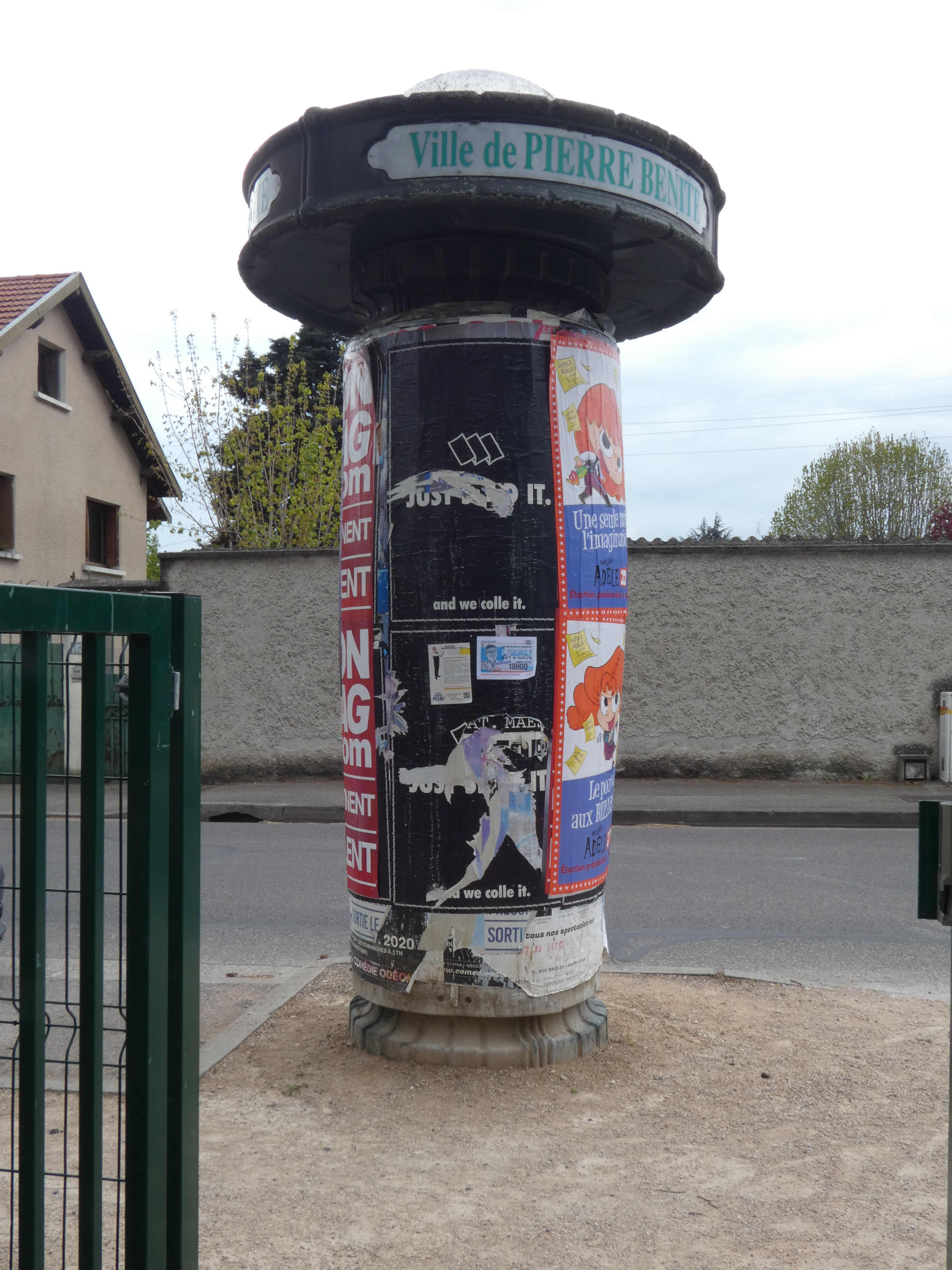
街头宣传栏

### 旅游
皮埃尔贝尼特的旅游事务由其所属的公共社区负责。2021年，皮埃尔贝尼特境内共有2家酒店共计76间房间。

### 媒体
法国主要的媒体均可在皮埃尔贝尼特接收，法国电视三台下属的奥弗涅-罗讷-阿尔卑斯大区频道在部分时段播出皮埃尔贝尼特所属区域的地方新闻。

## 友好城市
截至2021年11月，皮埃尔贝尼特共与两座城市互为友好城市关系：
- 德国 马克莱贝格
- 義大利 博维莱埃尔尼卡